# Wioślarstwo na Letnich Igrzyskach Olimpijskich Młodzieży 2010 – jedynki chłopców
Zawody chłopców w jedynkach w wioślarstwie na Letnich Igrzyskach Olimpijskich Młodzieży 2010 odbywały się w dniach 15 - 18 sierpnia w Marina Reservoir w Singapurze.
Wioślarze rywalizowali na dystansie 1000 metrów.

## Eliminacje

### Wyścig 1
| Rk | Zawodnik             | Kraj      | Czas    | Uwagi     |
| -- | -------------------- | --------- | ------- | --------- |
| 1  | Felix Bach           | Niemcy    | 3:22.25 | Q - S A/B |
| 2  | Zeng Yueqi           | Chiny     | 3:26.64 | R         |
| 3  | Facundo Torres       | Argentyna | 3:27.20 | R         |
| 4  | Konrad Raczyński     | Polska    | 3:27.33 | R         |
| 5  | Paul Sieber          | Austria   | 3:29.05 | R         |
| 6  | Mohamed Fares Laouti | Tunezja   | 3:37.29 | R         |

### Wyścig 2
| Rk | Zawodnik          | Kraj          | Czas    | Uwagi     |
| -- | ----------------- | ------------- | ------- | --------- |
| 1  | Ioan Prundeanu    | Rumunia       | 3:22.59 | Q - S A/B |
| 2  | Tiago Braga       | Brazylia      | 3:26.01 | R         |
| 3  | Marsel Nikaj      | Albania       | 3:28.75 | R         |
| 4  | Hayden Cohen      | Nowa Zelandia | 3:30.65 | R         |
| 5  | Bastiaan Vervoort | Holandia      | 3:31.07 | R         |
| 6  | Musab Badawi      | Sudan         | 4:04.73 | R         |

### Wyścig 3
| Rk | Zawodnik       | Kraj     | Czas    | Uwagi     |
| -- | -------------- | -------- | ------- | --------- |
| 1  | André Rédr     | Słowacja | 3:27.54 | Q - S A/B |
| 2  | Márk Bíró      | Węgry    | 3:29.91 | R         |
| 3  | Roberto López  | Salwador | 3:30.53 | R         |
| 4  | Martin Slavík  | Czechy   | 3:34.09 | R         |
| 5  | Simon Sørensen | Dania    | 3:41.55 | R         |

### Wyścig 4
| Rk | Zawodnik               | Kraj       | Czas    | Uwagi     |
| -- | ---------------------- | ---------- | ------- | --------- |
| 1  | Rolandas Maščinskas    | Litwa      | 3:22.68 | Q - S A/B |
| 2  | Jurij Iwanow           | Ukraina    | 3:25.07 | R         |
| 3  | Jean-Benoît Valscherts | Belgia     | 3:28.79 | R         |
| 4  | Augustin Maillefer     | Szwajcaria | 3:32.84 | R         |
| 5  | Nadzrie Hyckell Hamzah | Singapur   | 3:40.00 | R         |

## Repesaże

### Repesaż 1
| Rk | Zawodnik               | Kraj     | Czas    | Uwagi    |
| -- | ---------------------- | -------- | ------- | -------- |
| 1  | Zeng Yueqi             | Chiny    | 3:27.38 | Q - SA/B |
| 2  | Marsel Nikaj           | Albania  | 3:29.47 | Q - SA/B |
| 3  | Martin Slavík          | Czechy   | 3:32.92 | SC/D     |
| 4  | Mohamed Fares Laouti   | Tunezja  | 3:38.38 | SC/D     |
| 5  | Nadzrie Hyckell Hamzah | Singapur | 3:44.10 | SC/D     |

### Repesaż 2
| Rk | Zawodnik           | Kraj       | Czas    | Uwagi    |
| -- | ------------------ | ---------- | ------- | -------- |
| 1  | Tiago Braga        | Brazylia   | 3:34.62 | Q - SA/B |
| 2  | Augustin Maillefer | Szwajcaria | 3:35.35 | Q - SA/B |
| 3  | Roberto López      | Salwador   | 3:35.36 | SC/D     |
| 4  | Paul Sieber        | Austria    | 3:36.96 | SC/D     |
| 5  | Musab Badawi       | Sudan      | 4:15.44 | SC/D     |

### Repesaż 3
| Rk | Zawodnik               | Kraj     | Czas    | Uwagi    |
| -- | ---------------------- | -------- | ------- | -------- |
| 1  | Márk Bíró              | Węgry    | 3:34.31 | Q - SA/B |
| 2  | Bastiaan Vervoort      | Holandia | 3:34.77 | Q - SA/B |
| 3  | Jean-Benoît Valscherts | Belgia   | 3:35.50 | SC/D     |
| 4  | Konrad Raczyński       | Polska   | 3:42.72 | SC/D     |

### Repesaż 4
| Rk | Zawodnik       | Kraj          | Czas    | Uwagi    |
| -- | -------------- | ------------- | ------- | -------- |
| 1  | Jurij Iwanow   | Ukraina       | 3:33.14 | Q - SA/B |
| 2  | Hayden Cohen   | Nowa Zelandia | 3:36.95 | Q - SA/B |
| 3  | Simon Sørensen | Dania         | 3:45.69 | SC/D     |
| 4  | Facundo Torres | Argentyna     | 3:51.49 | SC/D     |

## Półfinały

### Półfinały C/D

#### Półfinał 1
| Rk | Zawodnik               | Kraj     | Czas    | Uwagi  |
| -- | ---------------------- | -------- | ------- | ------ |
| 1  | Paul Sieber            | Austria  | 3:43.00 | Q - FC |
| 2  | Konrad Raczyński       | Polska   | 3:45.04 | Q - FC |
| 3  | Martin Slavík          | Czechy   | 3:45.13 | Q - FC |
| 4  | Simon Sørensen         | Dania    | 3:48.80 | Q - FD |
| 5  | Nadzrie Hyckell Hamzah | Singapur | 3:55.80 | Q - FD |

#### Półfinał 2
| Rk | Zawodnik                | Kraj      | Czas    | Uwagi  |
| -- | ----------------------- | --------- | ------- | ------ |
| 1  | Roberto López           | Salwador  | 3:42.94 | Q - FC |
| 2  | Jean-Benoît Valschaerts | Belgia    | 3:46.62 | Q - FC |
| 3  | Mohamed Fares Laouiti   | Tunezja   | 3:47.69 | Q - FC |
| 4  | Musab Badawi            | Sudan     | 4:21.74 | Q - FD |
| 5  | Facundo Torres          | Argentyna |         | DNS    |

### Półfinały A/B

#### Półfinał 1
| Rk | Zawodnik           | Kraj       | Czas    | Uwagi  |
| -- | ------------------ | ---------- | ------- | ------ |
| 1  | Felix Bach         | Niemcy     | 3:23.15 | Q - FA |
| 2  | Ioan Prundeanu     | Rumunia    | 3:25.16 | Q - FA |
| 3  | Jurij Iwanow       | Ukraina    | 3:28.11 | Q - FA |
| 4  | Márk Bíró          | Węgry      | 3:34.40 | Q - FB |
| 5  | Marsel Nikaj       | Albania    | 3:34.61 | Q - FB |
| 6  | Augustin Maillefer | Szwajcaria | 3:39.76 | Q - FB |

#### Półfinał 2
| Rk | Zawodnik            | Kraj          | Czas    | Uwagi  |
| -- | ------------------- | ------------- | ------- | ------ |
| 1  | Rolandas Maščinskas | Litwa         | 3:25.71 | Q - FA |
| 2  | Zeng Yueqi          | Chiny         | 3:27.38 | Q - FA |
| 3  | Tiago Braga         | Brazylia      | 3:30.52 | Q - FA |
| 4  | Hayden Cohen        | Nowa Zelandia | 3:35.38 | Q - FB |
| 5  | André Rédr          | Słowacja      | 3:36.12 | Q - FB |
| 6  | Bastiaan Vervoort   | Holandia      | 3:36.58 | Q - FB |

## Finały

### Finał D
| Rk | Zawodnik               | Kraj     | Czas    | Uwagi |
| -- | ---------------------- | -------- | ------- | ----- |
| 1  | Simon Sørensen         | Dania    | 3:51.77 |       |
| 2  | Nadzrie Hyckell Hamzah | Singapur | 3:56.66 |       |
| 3  | Musab Badawi           | Sudan    | 4:22.65 |       |

### Finał C
| Rk | Zawodnik                | Kraj     | Czas    | Uwagi |
| -- | ----------------------- | -------- | ------- | ----- |
| 1  | Roberto López           | Salwador | 3:33.72 |       |
| 2  | Jean-Benoît Valschaerts | Belgia   | 3:35.95 |       |
| 3  | Paul Sieber             | Austria  | 3:36.56 |       |
| 4  | Martin Slavík           | Czechy   | 3:36.91 |       |
| 5  | Konrad Raczyński        | Polska   | 3:42.40 |       |
| 6  | Mohamed Fares Laouiti   | Tunezja  | 3:44.37 |       |

### Finał B
| Rk | Zawodnik           | Kraj          | Czas    | Uwagi |
| -- | ------------------ | ------------- | ------- | ----- |
| 1  | Márk Bíró          | Węgry         | 3:28.00 |       |
| 2  | Hayden Cohen       | Nowa Zelandia | 3:28.04 |       |
| 3  | Augustin Maillefer | Szwajcaria    | 3:30.61 |       |
| 4  | Marsel Nikaj       | Albania       | 3:31.61 |       |
| 5  | Bastiaan Vervoort  | Holandia      | 3:36.20 |       |
| 6  | André Rédr         | Słowacja      |         | DNS   |

### Finał A - medalowy
| Rk | Zawodnik            | Kraj     | Czas    | Uwagi |
| -- | ------------------- | -------- | ------- | ----- |
|    | Rolandas Maščinskas | Litwa    | 3:13.82 |       |
|    | Felix Bach          | Niemcy   | 3:16.23 |       |
|    | Ioan Prundeanu      | Rumunia  | 3:19.11 |       |
| 4  | Zeng Yueqi          | Chiny    | 3:24.62 |       |
| 5  | Tiago Braga         | Brazylia | 3:27.73 |       |
| 6  | Jurij Iwanow        | Ukraina  | 3:27.98 |       |